# Birgit Schweiberer
Birgit Schweiberer (* 4. Mai 1961 in Homburg) ist eine deutsche Karateka, buddhistische Nonne, sowie Anästhesistin. Ihr buddhistischer Name bzw. Titel ist Getsulma Lobsang Drime.

## Leben
Birgit Schweiberer ist die Tochter des Alpin-Ski-Rennläufers und Chirurgen Leonhard Schweiberer und dessen Ehefrau Helgard, geborene Abel. Ihr Bruder ist der Schauspieler Thomas Schweiberer, ihre Schwester ist ebenfalls Medizinerin.
Schweiberer absolvierte 1980 am Christian von Mannlich-Gymnasium in ihrer Geburtsstadt das Abitur und studierte bis 1987 Humanmedizin an der Ruhr-Universität Bochum. Im Alter von 15 Jahren begann sie unter Bernd Hinschberger mit dem Karate-Sport, ab 1979 wurde sie von Bundestrainer Hideo Ochi trainiert.
Nachdem sie ihre Karriere als Leistungssportlerin 1987 beendet hatte, war sie zehn Jahre am Klinikum der Universität München tätig, wo sie 1988 an der Universität München mit einer Arbeit zum Thema Immunzytochemischer Nachweis disseminierter Tumorzellen im Knochenmark von Patienten mit Mamma-, Colorektalem- und Magenkarzinom: phänotypische Charakterisierung, In-vitro-Vermehrung, Tumorigenität promovierte.
Ab 1997 befasste sich Schweiberer intensiver mit der buddhistischen Weg-Lehre. 1998 wurde sie ordinierte Nonne in der tibetisch-buddhistischen Tradition (Getsulma) und trägt den Namen Losang Drime. Von 1998 bis 2014 absolvierte sie unter Geshe Jampa Gyatso und Khensur Geshe Jampa Tekchog zwei Masterstudiengänge am Istituto Lama Tzong Khapa (ILTK) in Pomaia (Toskana), wo sie bis 2014 auch als Tutorin lehrte. Von 2014 bis 2018 absolvierte sie an der Universität Wien ein Baccalaureatsstudium zu "Sprachen und Kulturen Südasiens und Tibets". Seit 2001 unterrichtet sie an verschiedenen europäischen buddhistischen Zentren Studienkurse und Meditationsklausuren zu philosophischen Themen des Indisch-Tibetischen Buddhismus. Seit 2014 lebt sie in Wien und lehrte dort bis 2020 am Wiener Panchen-Losang-Chogyen-Gelug-Zentrum (PLC).
Unter anderem unterrichtete sie im dreijährigen Studienprogramm zum Madhyamakavatara von Chandrakirti und in einjährigen Studienkursen zu Bodhicittavivarana von Nagarjuna und Uttaratantrashastra von Maitreya. Im Herbst 2020 begann sie ein mehrjähriges Retreat. Seit 2024 ist sie wieder als Lehrende tätig und leitet auch online Meditationen an.

## Sportliche Erfolge (Auswahl)
Schweiberer war von 1980 bis 1985 sechsmal in Folge Europameisterin und erwarb 13 Titel bei Deutschen Meisterschaften im Kata-Einzel und Kata-Team. Bei den Weltmeisterschaften 1980 in Bremen gewann sie die Bronzemedaille, 1983 in Kairo wurde sie Vierte.

## Veröffentlichungen
- mit Cornelia Krause: Sūtra vom goldenen Licht: das Ārya-Mahāyāna-Sūtra vom heiligen goldenen Licht, das man den mächtigen König der Sūtras nennt [Übersetzung aus dem Tibetischen]. 1996, ISBN 978-3-9810682-2-1

## Auszeichnungen
- Silbernes Lorbeerblatt, verliehen durch Richard von Weizsäcker (20. Januar 1988)[8]